# International Society of Electrochemistry
Die International Society of Electrochemistry ISE (Internationale Gesellschaft für Elektrochemie) ist eine wissenschaftliche Gesellschaft mit Sitz in Lausanne in der Schweiz. Sie hat ungefähr 3000 Mitglieder aus über 70 Ländern und gehört zu den 31 Organisationen, die mit der International Union of Pure and Applied Chemistry IUPAC verbunden sind (Associated Organizations). Die ISE gibt – zusammen mit Elsevier – die seit April 1959 erscheinende wissenschaftliche Zeitschrift Electrochimica Acta heraus und organisiert mindestens einmal im Jahr eine Tagung.

## Historisches
Am 28. März 1949 gründeten Elektrochemiker in Brüssel das „Comité International de Thermodynamique et de Cinétique Electrochimiques“ CITCE, (Internationales Komitee für Thermodynamik und elektrochemische Kinetik). Zu den Gründern zählten John Bockris (1923–2013), der damals am Imperial College in London arbeitete, sowie die belgischen Wissenschaftler Pierre Van Rysselberghe (1905–1977, von 1941 bis 1955 an der University of Oregon, danach in Stanford) und Marcel Pourbaix (1904–1998). Pourbaix, der durch seine Pourbaix-Diagramme bekannt wurde, war 1949 bis 1957 ISE-Generalsekretär und Van Rysselberghe war bis 1953 Präsident der ISE. Heinz Gerischer war von 1971 bis 1972 ISE-Präsident.
Von Anfang an wurden jährliche Konferenzen abgehalten. Zu den Themen der ersten Tagungen zählte auch die elektrochemische Nomenklatur, wodurch die Zusammenarbeit mit der IUPAC zustande kam.
1971, als die CITCE über 400 Einzel- und 54 Firmenmitglieder aus 36 Ländern hatte, wurde der heutige Name International Society of Electrochemistry angenommen.  Bis 1998 stieg die Zahl der Mitglieder auf 1100.

## Ziele
Zu den Zielen der ISE zählt es, die elektrochemische Wissenschaft und Technik voranzubringen und wissenschaftliches und technisches Wissen zu verbreiten.